# My Darkest Hate
My Darkest Hate est un groupe allemand de death metal.

## Histoire
Le groupe est formé par Jörg M. Knittel (anciennement Sacred Steel) dans les années 1990 dans le but de faire du death metal. Après avoir cherché pendant six ans des membres adéquats pour le groupe, il trouve le chanteur René Pfeiffer. Avec lui, il enregistre la démo Blood Pounding Black en 1998, à l'époque avec une boîte à rythmes au lieu d'un batteur. En 1999, Klaus Sperling (batterie ; entre autres ex-Primal Fear) et Oliver Grosshans (guitare ; ex-Sacred Steel) rejoignent le groupe.
En octobre 2000, ils enregistrent leur premier album, Massive Brutality, qui sort en avril 2001 sur Vile Music et Zomba. En été 2001, René Pfeiffer quitte le groupe en raison d'acouphènes massifs et met fin à sa carrière musicale. Il est remplacé par Chris Simper au chant et Oliver Schort à la basse. Après la sortie de leur premier album, My Darkest Hate signe un contrat de disque avec Massacre Records. L'album To Whom It May Concern, sorti en 2002, se classe à la dixième place du Rock Hard. En été, le groupe joue dans quelques grands festivals, comme le Party.San et le Summer Breeze Open Air. En février 2004, le troisième album At War sort et en mars 2006. En mai 2005, ils annoncent leur entrée en studio en octobre la même année pour enregistrer un nouvel album, ainsi l'album Combat Area est publié,.
En 2006, Chris Simper quitte le groupe et est remplacé par Claudio Enzler (Sacrificium, Thy Bleeding Skies). En 2008, Roberto Palacios (Insanity, Chinchilla) effectue le dernier changement de musicien à la basse.
Après dix ans sans album, le groupe annonce en juillet 2016 par le biais du label Massacre Records, un nouvel album intitulé Anger Temple, dont la sortie est prévue pour l'automne de la même année,. À cette occasion, le remplacement d'Oliver Grosshans à la guitare par Jonas Khalil est annoncé.

## Discographie
- 1998 : Blood Pounding Black (cassette audio)
- 2001 : Massive Brutality (Vile Music, Zomba)
- 2002 : To Whom It May Concern (Massacre Records)
- 2004 : At War (Massacre Records)
- 2006 : Combat Area (Massacre Records)
- 2016 :  Anger Temple (Massacre Records)